# Dicranella hawaiica
Dicranella hawaiica är en bladmossart som beskrevs av Brotherus 1901. Dicranella hawaiica ingår i släktet jordmossor, och familjen Dicranaceae. Inga underarter finns listade i Catalogue of Life.